# Fântânile
Fântânile - piesă științifico-fantastică într-un act este o piesă de teatru  de Romulus Bărbulescu și George Anania care a fost publicată în Almanahul Anticipația din 1983. Este o piesă științifico-fantastică într-un act și patru tablouri. A fost montată în 1988 în regia lui Cristian Munteanu ca teatru radiofonic.
Se bazează pe povestirea omonimă care a apărut în 1966 în numărul 278 al Colecției de povestiri științifico-fantastice și în 1967 în volumul Pe lungimea de undă a Cosmosului, Editura Tineretului, Colecția SF.

## Prezentare
Patru călători pornesc să studieze o civilizație despre care se vorbește în mesajul unui călător astral. La sosire li se înfățișază o planetă pustie, cu un relief pietros, pe care roboții trimiși în explorare nu descoperă nimic. Părăsind rând pe rând nava, trei dintre membrii echipajului au senzația că se prăbușesc în fântâni fără fund în care iau legătura cu o altă lume. Dar pentru a se putea realiza contactul dintre ei și acea civilizație care are altă substanțialitate, ei trebuie să își piardă temporar cel mai important organ de simț, permițând accesul la creierul lor. Astfel, cel numit Visătorul își pierde văzul, Taciturnul - auzul, iar Scepticul - simțul tactil. Singur Prudentul se dovedește incapabil să deschidă un canal de legătură și nu poate intra în contact cu acea civilizație.